# 枯葉 (サラ・ヴォーンのアルバム)
『枯葉』（原題：Crazy and Mixed Up）は、アメリカ合衆国のジャズ・ボーカリスト、サラ・ヴォーンが1982年に録音・発表したスタジオ・アルバム。

## 背景
スタンダード・ナンバーとして知られる歌曲「枯葉」が取り上げられているが、本作では歌詞のないスキャットのアドリブで歌われており、原曲のメロディは断片すら登場しない。リリース当時に本作を聴いたファンの中には、「枯葉」が入っていないため中身が違うのではないかと思った人もいたといわれる。「ユー・アー・トゥー・ビューティフル」はヴォーンとローランド・ハナのデュオによる録音である。
本作はヴォーン自身のプロデュースによる作品で、ヴォーンと関係の深いプロデューサーのノーマン・グランツによれば、ヴォーンはサウンド・プロデュースだけでなく、ジャケット写真やアルバム・タイトルも自分で決めたという。

## 反響・評価
アメリカでは『ビルボード』のジャズ・アルバム・チャートで22位に達した。
第26回グラミー賞では最優秀女性ジャズ・ボーカル・パフォーマンス賞にノミネートされた。スコット・ヤナウはオールミュージックにおいて5点満点中4.5点を付け「彼女の歌声はしばしば、ほとんど奇跡と言っていい状態にある」と評している。

## 収録曲
1. 時さえ忘れて - "I Didn't Know What Time It Was" (Richard Rodgers, Lorenz Hart) - 4:01
2. ザッツ・オール - "That's All" (Alan Brandt, Bob Haymes) - 4:03
3. 枯葉 - "Autumn Leaves" (Joseph Kosma, Johnny Mercer, Jacques Prévert) - 5:35
4. ラヴ・ダンス - "Love Dance" (Ivan Lins, Vítor Martins, Paul Williams) - 3:28
5. ジ・アイランド - "The Island" (Alan Bergman, Marilyn Bergman, I. Lins, V. Martins) - 4:29
6. シーズンズ - "Seasons" (Roland Hanna) - 5:20
7. イン・ラヴ・イン・ヴェイン - "In Love in Vain" (Jerome Kern, Leo Robin) - 3:10
8. ユー・アー・トゥー・ビューティフル - "You Are Too Beautiful" (R. Rodgers, L. Hart) - 3:35

### 参加ミュージシャン
- サラ・ヴォーン - ボーカル
- ローランド・ハナ - ピアノ
- ジョー・パス - ギター(#7, #8を除く全曲)
- アンディ・シンプキンス - ダブル・ベース(#8を除く全曲)
- ハロルド・ジョーンズ - ドラムス(#8を除く全曲)